# Antodice lezamai
Antodice lezamai là một loài bọ cánh cứng trong họ Cerambycidae.